# Theobald Patrick Probyn Butler
Theobald Patrick Probyn Butler, britanski general, * 3. julij 1884, † 18. oktober 1970.